# بيه ديه شالوب (كيبك)
بيه ديه شالوب (بالإنجليزية: Baie-des-Chaloupes, Quebec)‏ هي unorganized area of Canada تقع في كندا في Antoine-Labelle Regional County Municipality. يقدر عدد سكانها بـ 0 نسمة ومساحتها 954.50 كم2 .